# Cricca Ma

Bandiera del Kuomintang usata dalla cricca Ma

Cricca Ma o signori della guerra della famiglia Ma  è il nome collettivo di un gruppo di signori della guerra di etnia Hui (musulmani cinesi) del nord-ovest della Cina, che governarono le province del Qinghai, Gansu e Ningxia, per 10 anni dal 1919 al 1928. Dopo il rovesciamento della dinastia Qing, nel 1911, la regione passò sotto il controllo del signore della guerra musulmano Ma Qi fino alla Spedizione del Nord della Repubblica di Cina, che consolidò il controllo centrale nel 1928. Nella cricca Ma c'erano tre famiglie (essendo "Ma" una rappresentazione comune Hui del nome musulmano "Maometto"), ciascuna di esse controllava una di tre aree: Gansu, Qinghai e Ningxia. I tre membri più importanti della cricca erano Ma Bufang, Ma Hongkui e Ma Hongbin, noti collettivamente come Xibei San Ma ( 西北 三 马S, Tre Ma del nord-ovest). Alcuni resoconti di scrittori contemporanei, come Edgar Snow, descrivono la cricca come i "Quattro Ma" (anziché i Tre), aggiungendo il fratello Ma Buqing di Ma Bufang alla lista dei più famosi signori della guerra. Altri membri della famiglia erano Ma Anliang, Ma Lin, Ma Hu-shan, e Ma Zhongying.

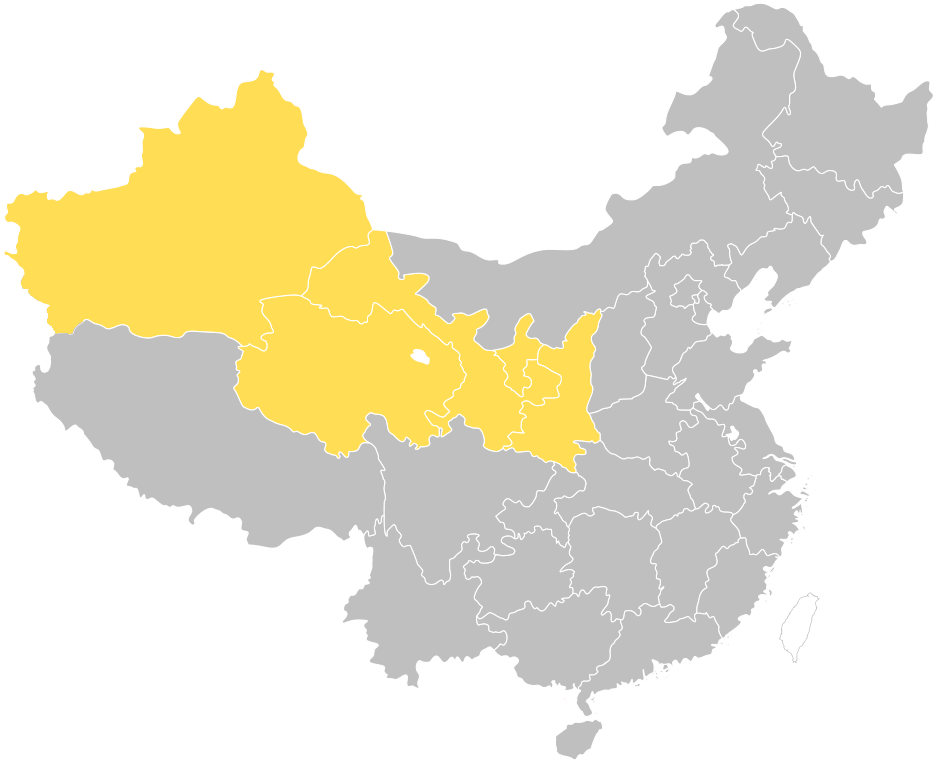
La regione di attività (Cina nord-occidentale o "Xibei") della cricca Ma.

## Cricca Ma
I signori della guerra della cricca Ma erano tutti generali dell'esercito della Repubblica di Cina, che controllava tutta la Cina continentale finché non fu sopraffatto dal comunista Esercito Popolare di Liberazione. La cricca fu creata da generali musulmani che prestarono servizio nell'esercito della dinastia Qing, in particolare nell'esercito dei Kansu Braves, che combatté nella Ribellione dei Boxer contro le invasioni di forze straniere. Rimase in vita per due generazioni dei suoi discendenti.
Dopo che la Rivoluzione Xinhai rovesciò la dinastia imperiale Qing, i generali della cricca Ma dichiararono la loro fedeltà alla Repubblica di Cina. A differenza dei mongoli, i musulmani Hui rifiutarono la secessione dalla Repubblica, e Ma Qi usò rapidamente i suoi poteri diplomatici e militari per far riconoscere ai nobili tibetani e mongoli il governo della Repubblica di Cina come loro signore e inviò un messaggio al Presidente Yuan Shikai riaffermando che il Qinghai era saldamente nella Repubblica. Sostituì, nelle iscrizioni, a "Lunga, Lunga, Lunga, Vita all'imperatore regnante", "Lunga vita alla Repubblica di Cina". Anche Ma Anliang accettò di entrare nel nuovo governo della Repubblica di Cina.
Quando il Kuomintang prese il potere nella Spedizione del Nord, i signori della guerra della cricca Ma divennero membri del Kuomintang, e i loro eserciti furono ribattezzati come divisioni dell'Esercito rivoluzionario nazionale. L'Esercito Ninghai della cricca Ma, sotto il generale Ma Qi fu ribattezzato 36ª Divisione dell'Esercito Rivoluzionario Nazionale.
Ma Zhongying guidò la 36ª Divisione a combattere contro il governatore filo-sovietico dello Xinjiang, Jin Shuren durante la Ribellione Kumul, e contro gli stessi sovietici durante l'Invasione sovietica dello Xinjiang. Schiacciò anche la Prima Repubblica del Turkestan orientale alla Battaglia di Kashgar (1934).
Nella guerra sino-tibetana, le forze della cricca Ma, guidate da Ma Bufang, sconfissero l'esercito tibetano. Durante la pacificazione del Qinghai, condotta dal Kuomintang, Ma Bufang intraprese una guerra contro le tribù tibetane del Qinghai per metterle sotto il suo controllo.
Durante la seconda guerra sino-giapponese, le forze della cricca Ma combatterono contro i giapponesi, e Ma Hongbin guidò il suo 81º corpo a sconfiggerli nella Battaglia di Wuyuan. Ma Bufang inviò Ma Biao ad attaccare l'esercito giapponese. 40 anni prima, Ma Biao aveva combattuto nella Ribellione dei Boxer contro l'Alleanza delle otto nazioni.
Negli anni 1940, il Kuomintang ordinò a Ma Bufang di invadere lo Xinjiang per intimidire e aiutare a rovesciare le forze del governatore filo sovietico Sheng Shicai. Le forze della cricca Ma si scontrarono anche con quelle della Seconda Repubblica del Turkestan orientale durante la Ribellione Ili.

## Le tre famiglie della cricca Ma
- La prima famiglia era capeggiata da Ma Zhanao che aveva 2 figli, Ma Anliang e Ma Guoliang, entrambi generali al servizio della dinastia Qing. Ma Anliang, in seguito, divenne generale nell'esercito della Repubblica di Cina. Questi aveva 5 figli, di cui 3 sconosciuti. Gli altri due erano Ma Tingran e Ma Tingxian, che fu giustiziato, nel 1962, dal Tribunale del Popolo.
- La seconda famiglia aveva come capo Ma Qianling. Ma Hongbin e Ma Hongkui erano suoi cugini. I loro rispettivi padri, Ma Fulu (马福 绿) (1854-1900) e Ma Fuxiang (马福祥) (1876-1932) provenivano dal villaggio di Yangzhushan (阳 注 山) vicino alla città di Hanji (attualmente, il capoluogo della Contea di Linxia), ed erano fratellastri. Il padre di Ma Fulu e Ma Fuxiang Ma Qianling, originariamente un piccolo commerciante e agricoltore di Hezhou, era stato associato a Ma Zhan'ao - il sovrano della regione di Hezhou durante la Grande ribellione musulmana del 1860 - e passò alla dinastia Qing parte del governo nel 1872 insieme allo stesso Ma Zhan'ao . Premiato dal governo per il successo nella sua attività, ebbe quattro figli dalle sue tre mogli.[5] Ma Zhanao era il padre di altre due signori della guerra, Ma Anliang e Ma Guoliang.[6][7] Ma Qianling aveva anche diversi nipoti che morirono, con Ma Fulu, nella Ribellione dei Boxer.
- Ma Haiyan era il capostipite della terza famiglia. Aveva due figli, Ma Qi e Ma Lin. Ma Qi ne aveva 2, Ma Buqing e Ma Bufang, originari di Monigou (漠 泥 沟乡) nella contea di Linxia.[8] Il loro padre, Ma Qi (1869-1931), risiedeva a Xining, controllando la provincia odierna del Qinghai. Ma Zhongying era il nipote di Ma Qi, e quindi un cugino di Ma Buqing e Ma Bufang. Anche Ma Hushan era un membro di questa famiglia che controllava la provincia del Qinghai. Una generazione di questa famiglia aveva lo stesso nome della generazione, 步 (Bù), Ma Bufang, Ma Buqing, Ma Bukang, Ma Buluan e Ma Zhongying (il cui nome originale era Ma Buying) tutti avevano il carattere Bu nei loro nomi ed erano della stessa generazione, essendo tutti nipoti di Ma Haiyan.

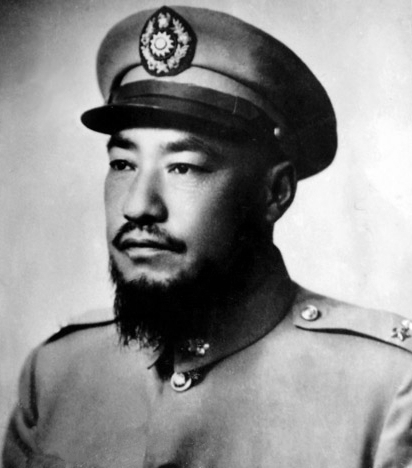
Ma Bufang
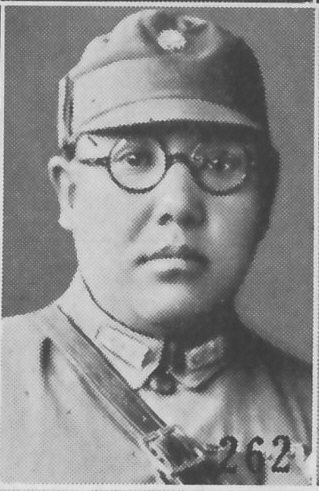
Ma Hongkui
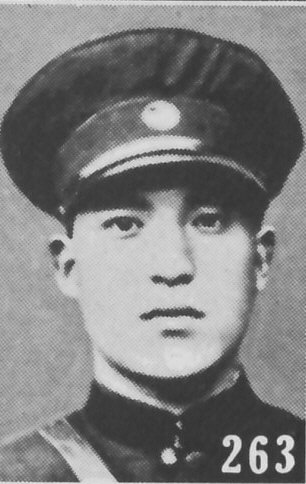
Ma Zhongying
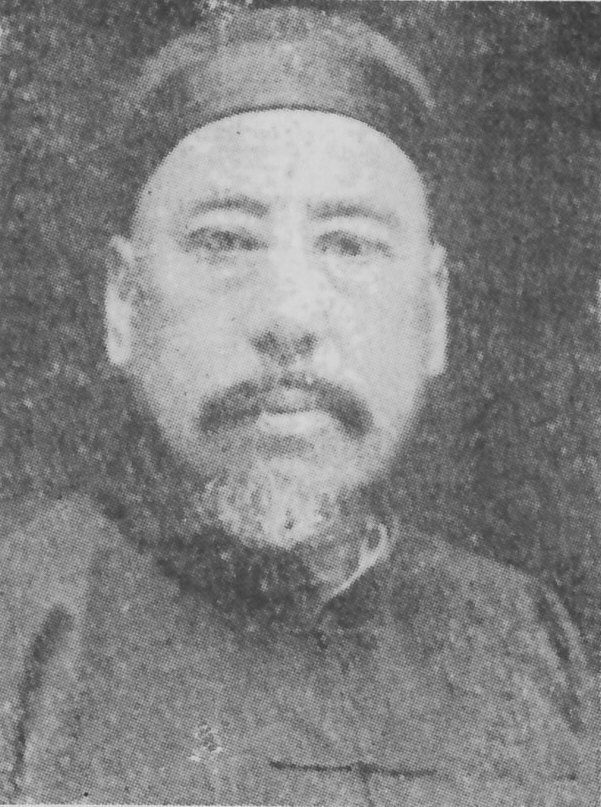
Ma Lin

## Storia
La cricca Ma ebbe le sue origini dall'ufficiale della dinastia Qing, generale Dong Fuxiang. Il generale Ma Anliang era il capo de facto dei musulmani della Cina nord-occidentale.
Il tre (o cinque) Ma presero il controllo della regione durante il periodo dei signori della guerra, schierandosi prima con il Guominjun e poi con il Kuomintang. Combatterono contro l'Armata Rossa Cinese durante la Lunga marcia e contro i giapponesi durante la seconda guerra sino-giapponese.
La cricca controllava vastissime estensioni di terra nel nord-est, compresi Xining e Hezhou.
La dinastia Qing aveva concesso alla famiglia di Ma Bufang uno stendardo giallo con il suo cognome "Ma" e questi continuò ad usarlo in battaglia anche dopo la fine della dinastia imperiale.
Ma Bufang reclutò, nel suo esercito, molti ufficiali Salar, dalla contea di Xunhua, come Han Yimu e il generale Han Youwen.
Durante una campagna contro i comunisti nella guerra civile, in Gansu, Qinghai, e Ningxia, i soldati musulmani erano 31.000.
Durante le fasi finali della guerra civile cinese, i Ma combatterono dalla parte del Kuomintang fino a quando i comunisti spazzarono via la loro cavalleria e presero il Gansu nell'agosto del 1949, pochi mesi prima dell'istituzione della Repubblica Popolare Cinese. All'arrivo delle forze comuniste, Ma Hongbin ebbe poche possibilità di vincere e passò dalla parte dei comunisti. Venne nominato vicepresidente (in seguito divenuto vice-governatore) della provincia di Gansu. In seguito morì a Lanzhou nel 1960. Ma Hongkui fuggì con il Kuomintang a Taiwan. Fu incriminato dalla Repubblica di Cina come capro espiatorio dallo Yuan di controllo. Successivamente emigrò negli Stati Uniti, dove morì il 14 gennaio 1970.
Ma Bufang con suo figlio Ma Jiyuan fuggì in aereo da Qinghai a Chongqing e quindi ad Hong Kong. Nell'ottobre del 1949, Chiang Kai-shek lo spinse a tornare nel nord-ovest per resistere all'EPL, ma scelse di migrare in Arabia Saudita con più di 200 parenti e subordinati, per il pellegrinaggio hajj. In seguito fu il primo ambasciatore della Cina in Arabia Saudita
Il figlio maggiore di Ma Lin, Ma Burong, si unì ai comunisti dopo il 1949 e donò 10.000 Yuan per sostenere le truppe cinesi nella Guerra di Corea. Uno degli ufficiali Hui di Ma Chengxiang, Ma Fuchen sconfisse i comunisti.
Il figlio di Ma Guoliang, Ma Tingbin, divenne un membro della Conferenza politica consultiva del popolo cinese dopo aver disertato dai comunisti.

## Lista dei generali e ufficiali della cricca Ma

### Prima Famiglia
- Ma Zhanao
- Ma Anliang
- Ma Guoliang
- Ma Suiliang
- Ma Tingxiang
- Ma Tingxian
- Ma Tingbin noto anche come Ma Quanqin
- Ma Jieqin

### Seconda Famiglia
- Ma Qianling
- Ma Fuxiang
- Ma Fulu
- Ma Fushou
- Ma Fucai
- Ma Hongbin
- Ma Hongkui
- Ma Dunjing (1906-1972)
- Ma Dunjing (1910-2003)
- Ma Dunhou (Ma Tung-hou)
- Ma Dunren

#### Ufficiali
- Ma Fuxing
- Ma Chiang-liang

### Terza Famiglia
- Ma Haiyan
- Ma Haiyuan
- Ma Qi
- Ma Lin
- Ma Bao
- Ma Guzhong
- Ma Liang
- Ma Yuanxiang
- Ma Bufang
- Ma Buqing
- Ma Bukang
- Ma Buluan
- Ma Burong
- Ma Buyuan
- Ma Zhongying (Ma Buying)
- Ma Hushan
- Ma Xuyuan
- Ma Weiguo
- Ma Jiyuan
- Ma Chengxiang
- Ma Biao
- Ma Burong

#### Ufficiali
- Han Youwen
- Han Yimu
- Ma Zhancang
- Ma Fuyuan
- Ma Shiming
- Ma Ju-lung
- Pai Tzu-li
- Ma Sheng-kuei
- Su Chin-shou
- Ma Xizhen

## Albero genealogico
Di seguito l'albero genealogico, non esaustivo, della cricca Ma.

### Prima Famiglia
|                                       |                                       |                                       |                                       |                                       |                                       |                                 |                                 |                                     |                                     |                                     |                                     | Ma Zhanao (Ma Zhan'ao o Ma Chan-ao) 馬占鰲 |                                     |  |  |                                                                    |                                                                    |                                                                    |                                                                    |                                                                    |                                                                    |  |  |  |  |  |  |                                   |                                   |                                   |                                   |                                   |                                   |  |  |  |  |  |  |
|                                       |                                       |                                       |                                       |                                       |                                       |                                 |                                 |                                     |                                     |                                     |                                     |                                            |                                     |  |  |                                                                    |                                                                    |                                                                    |                                                                    |                                                                    |                                                                    |  |  |  |  |  |  |                                   |                                   |                                   |                                   |                                   |                                   |  |  |  |  |  |  |
|                                       |                                       |                                       |                                       |                                       |                                       |                                 |                                 |                                     |                                     |                                     |                                     |                                            |                                     |  |  |                                                                    |                                                                    |                                                                    |                                                                    |                                                                    |                                                                    |  |  |  |  |  |  |                                   |                                   |                                   |                                   |                                   |                                   |  |  |  |  |  |  |
|                                       |                                       |                                       |                                       | Ma Anliang (Ma An-liang) 馬安良       | Ma Anliang (Ma An-liang) 馬安良       | Ma Anliang (Ma An-liang) 馬安良 | Ma Anliang (Ma An-liang) 馬安良 | Ma Anliang (Ma An-liang) 馬安良     | Ma Anliang (Ma An-liang) 馬安良     |                                     |                                     |                                            |                                     |  |  | Ma Guoliang (Ma Kuo-liang) 馬國良                                  | Ma Guoliang (Ma Kuo-liang) 馬國良                                  | Ma Guoliang (Ma Kuo-liang) 馬國良                                  | Ma Guoliang (Ma Kuo-liang) 馬國良                                  | Ma Guoliang (Ma Kuo-liang) 馬國良                                  | Ma Guoliang (Ma Kuo-liang) 馬國良                                  |  |  |  |  |  |  | Ma Suiliang (Ma Sui-liang) 馬遂良 | Ma Suiliang (Ma Sui-liang) 馬遂良 | Ma Suiliang (Ma Sui-liang) 馬遂良 | Ma Suiliang (Ma Sui-liang) 馬遂良 | Ma Suiliang (Ma Sui-liang) 馬遂良 | Ma Suiliang (Ma Sui-liang) 馬遂良 |  |  |  |  |  |  |
|                                       |                                       |                                       |                                       | Ma Anliang (Ma An-liang) 馬安良       | Ma Anliang (Ma An-liang) 馬安良       | Ma Anliang (Ma An-liang) 馬安良 | Ma Anliang (Ma An-liang) 馬安良 | Ma Anliang (Ma An-liang) 馬安良     | Ma Anliang (Ma An-liang) 馬安良     |                                     |                                     |                                            |                                     |  |  | Ma Guoliang (Ma Kuo-liang) 馬國良                                  | Ma Guoliang (Ma Kuo-liang) 馬國良                                  | Ma Guoliang (Ma Kuo-liang) 馬國良                                  | Ma Guoliang (Ma Kuo-liang) 馬國良                                  | Ma Guoliang (Ma Kuo-liang) 馬國良                                  | Ma Guoliang (Ma Kuo-liang) 馬國良                                  |  |  |  |  |  |  | Ma Suiliang (Ma Sui-liang) 馬遂良 | Ma Suiliang (Ma Sui-liang) 馬遂良 | Ma Suiliang (Ma Sui-liang) 馬遂良 | Ma Suiliang (Ma Sui-liang) 馬遂良 | Ma Suiliang (Ma Sui-liang) 馬遂良 | Ma Suiliang (Ma Sui-liang) 馬遂良 |  |  |  |  |  |  |
|                                       |                                       |                                       |                                       |                                       |                                       |                                 |                                 |                                     |                                     |                                     |                                     |                                            |                                     |  |  |                                                                    |                                                                    |                                                                    |                                                                    |                                                                    |                                                                    |  |  |  |  |  |  |                                   |                                   |                                   |                                   |                                   |                                   |  |  |  |  |  |  |
| Ma Tingxiang (Ma T'ing-hsiang) 馬廷勷 | Ma Tingxiang (Ma T'ing-hsiang) 馬廷勷 | Ma Tingxiang (Ma T'ing-hsiang) 馬廷勷 | Ma Tingxiang (Ma T'ing-hsiang) 馬廷勷 | Ma Tingxiang (Ma T'ing-hsiang) 馬廷勷 | Ma Tingxiang (Ma T'ing-hsiang) 馬廷勷 |                                 |                                 | Ma Tingxian (Ma T'ing-hsien) 馬廷賢 | Ma Tingxian (Ma T'ing-hsien) 馬廷賢 | Ma Tingxian (Ma T'ing-hsien) 馬廷賢 | Ma Tingxian (Ma T'ing-hsien) 馬廷賢 | Ma Tingxian (Ma T'ing-hsien) 馬廷賢        | Ma Tingxian (Ma T'ing-hsien) 馬廷賢 |  |  | Ma Tingbin (Ma T'ing-pin) 馬廷斌 noto anche come Ma Quanqin 馬全欽 | Ma Tingbin (Ma T'ing-pin) 馬廷斌 noto anche come Ma Quanqin 馬全欽 | Ma Tingbin (Ma T'ing-pin) 馬廷斌 noto anche come Ma Quanqin 馬全欽 | Ma Tingbin (Ma T'ing-pin) 馬廷斌 noto anche come Ma Quanqin 馬全欽 | Ma Tingbin (Ma T'ing-pin) 馬廷斌 noto anche come Ma Quanqin 馬全欽 | Ma Tingbin (Ma T'ing-pin) 馬廷斌 noto anche come Ma Quanqin 馬全欽 |  |  |  |  |  |  |                                   |                                   |                                   |                                   |                                   |                                   |  |  |  |  |  |  |

### Seconda Famiglia
|                               |                               |                               |                               |                               |                               |  |  |                               |                               |                               |                               | Ma Qianling (Ma Ch'ien-ling) 馬千齡 |                               |  |  |                                              |                                              |                                              |                                              |                                              |                                              |  |  |  |  |                                                          |                                                          |                                                          |                                                          |                                                          |                                                          |  |  |  |  |                                              |                                              |                                              |                                              |                                              |                                              |  |  |  |  |                               |                               |                               |                               |                               |                               |  |  |  |  |  |  |  |  |  |  |
|                               |                               |                               |                               |                               |                               |  |  |                               |                               |                               |                               |                                     |                               |  |  |                                              |                                              |                                              |                                              |                                              |                                              |  |  |  |  |                                                          |                                                          |                                                          |                                                          |                                                          |                                                          |  |  |  |  |                                              |                                              |                                              |                                              |                                              |                                              |  |  |  |  |                               |                               |                               |                               |                               |                               |  |  |  |  |  |  |  |  |  |  |
|                               |                               |                               |                               |                               |                               |  |  |                               |                               |                               |                               |                                     |                               |  |  |                                              |                                              |                                              |                                              |                                              |                                              |  |  |  |  |                                                          |                                                          |                                                          |                                                          |                                                          |                                                          |  |  |  |  |                                              |                                              |                                              |                                              |                                              |                                              |  |  |  |  |                               |                               |                               |                               |                               |                               |  |  |  |  |  |  |  |  |  |  |
| Ma Fushou (Ma Fu-shou) 馬福壽 | Ma Fushou (Ma Fu-shou) 馬福壽 | Ma Fushou (Ma Fu-shou) 馬福壽 | Ma Fushou (Ma Fu-shou) 馬福壽 | Ma Fushou (Ma Fu-shou) 馬福壽 | Ma Fushou (Ma Fu-shou) 馬福壽 |  |  | Ma Fucai (Ma Fu-ts'ai) 馬福財 | Ma Fucai (Ma Fu-ts'ai) 馬福財 | Ma Fucai (Ma Fu-ts'ai) 馬福財 | Ma Fucai (Ma Fu-ts'ai) 馬福財 | Ma Fucai (Ma Fu-ts'ai) 馬福財       | Ma Fucai (Ma Fu-ts'ai) 馬福財 |  |  | Ma Fulu (Ma Fu-lu) 馬福綠                    | Ma Fulu (Ma Fu-lu) 馬福綠                    | Ma Fulu (Ma Fu-lu) 馬福綠                    | Ma Fulu (Ma Fu-lu) 馬福綠                    | Ma Fulu (Ma Fu-lu) 馬福綠                    | Ma Fulu (Ma Fu-lu) 馬福綠                    |  |  |  |  | Ma Fuxiang (Ma Fu-hsiang) 馬福祥                         | Ma Fuxiang (Ma Fu-hsiang) 馬福祥                         | Ma Fuxiang (Ma Fu-hsiang) 馬福祥                         | Ma Fuxiang (Ma Fu-hsiang) 馬福祥                         | Ma Fuxiang (Ma Fu-hsiang) 馬福祥                         | Ma Fuxiang (Ma Fu-hsiang) 馬福祥                         |  |  |  |  |                                              |                                              |                                              |                                              |                                              |                                              |  |  |  |  |                               |                               |                               |                               |                               |                               |  |  |  |  |  |  |  |  |  |  |
| Ma Fushou (Ma Fu-shou) 馬福壽 | Ma Fushou (Ma Fu-shou) 馬福壽 | Ma Fushou (Ma Fu-shou) 馬福壽 | Ma Fushou (Ma Fu-shou) 馬福壽 | Ma Fushou (Ma Fu-shou) 馬福壽 | Ma Fushou (Ma Fu-shou) 馬福壽 |  |  | Ma Fucai (Ma Fu-ts'ai) 馬福財 | Ma Fucai (Ma Fu-ts'ai) 馬福財 | Ma Fucai (Ma Fu-ts'ai) 馬福財 | Ma Fucai (Ma Fu-ts'ai) 馬福財 | Ma Fucai (Ma Fu-ts'ai) 馬福財       | Ma Fucai (Ma Fu-ts'ai) 馬福財 |  |  | Ma Fulu (Ma Fu-lu) 馬福綠                    | Ma Fulu (Ma Fu-lu) 馬福綠                    | Ma Fulu (Ma Fu-lu) 馬福綠                    | Ma Fulu (Ma Fu-lu) 馬福綠                    | Ma Fulu (Ma Fu-lu) 馬福綠                    | Ma Fulu (Ma Fu-lu) 馬福綠                    |  |  |  |  | Ma Fuxiang (Ma Fu-hsiang) 馬福祥                         | Ma Fuxiang (Ma Fu-hsiang) 馬福祥                         | Ma Fuxiang (Ma Fu-hsiang) 馬福祥                         | Ma Fuxiang (Ma Fu-hsiang) 馬福祥                         | Ma Fuxiang (Ma Fu-hsiang) 馬福祥                         | Ma Fuxiang (Ma Fu-hsiang) 馬福祥                         |  |  |  |  |                                              |                                              |                                              |                                              |                                              |                                              |  |  |  |  |                               |                               |                               |                               |                               |                               |  |  |  |  |  |  |  |  |  |  |
|                               |                               |                               |                               |                               |                               |  |  |                               |                               |                               |                               |                                     |                               |  |  | Ma Hongbin (Ma Hung-pin) 馬鴻賓              | Ma Hongbin (Ma Hung-pin) 馬鴻賓              | Ma Hongbin (Ma Hung-pin) 馬鴻賓              | Ma Hongbin (Ma Hung-pin) 馬鴻賓              | Ma Hongbin (Ma Hung-pin) 馬鴻賓              | Ma Hongbin (Ma Hung-pin) 馬鴻賓              |  |  |  |  | Ma Hongkui (Ma Hung-kuei or Ma Hung-kwei) 馬鴻逵         | Ma Hongkui (Ma Hung-kuei or Ma Hung-kwei) 馬鴻逵         | Ma Hongkui (Ma Hung-kuei or Ma Hung-kwei) 馬鴻逵         | Ma Hongkui (Ma Hung-kuei or Ma Hung-kwei) 馬鴻逵         | Ma Hongkui (Ma Hung-kuei or Ma Hung-kwei) 馬鴻逵         | Ma Hongkui (Ma Hung-kuei or Ma Hung-kwei) 馬鴻逵         |  |  |  |  |                                              |                                              |                                              |                                              |                                              |                                              |  |  |  |  |                               |                               |                               |                               |                               |                               |  |  |  |  |  |  |  |  |  |  |
|                               |                               |                               |                               |                               |                               |  |  |                               |                               |                               |                               |                                     |                               |  |  | Ma Hongbin (Ma Hung-pin) 馬鴻賓              | Ma Hongbin (Ma Hung-pin) 馬鴻賓              | Ma Hongbin (Ma Hung-pin) 馬鴻賓              | Ma Hongbin (Ma Hung-pin) 馬鴻賓              | Ma Hongbin (Ma Hung-pin) 馬鴻賓              | Ma Hongbin (Ma Hung-pin) 馬鴻賓              |  |  |  |  | Ma Hongkui (Ma Hung-kuei or Ma Hung-kwei) 馬鴻逵         | Ma Hongkui (Ma Hung-kuei or Ma Hung-kwei) 馬鴻逵         | Ma Hongkui (Ma Hung-kuei or Ma Hung-kwei) 馬鴻逵         | Ma Hongkui (Ma Hung-kuei or Ma Hung-kwei) 馬鴻逵         | Ma Hongkui (Ma Hung-kuei or Ma Hung-kwei) 馬鴻逵         | Ma Hongkui (Ma Hung-kuei or Ma Hung-kwei) 馬鴻逵         |  |  |  |  |                                              |                                              |                                              |                                              |                                              |                                              |  |  |  |  |                               |                               |                               |                               |                               |                               |  |  |  |  |  |  |  |  |  |  |
|                               |                               |                               |                               |                               |                               |  |  |                               |                               |                               |                               |                                     |                               |  |  |                                              |                                              |                                              |                                              |                                              |                                              |  |  |  |  |                                                          |                                                          |                                                          |                                                          |                                                          |                                                          |  |  |  |  |                                              |                                              |                                              |                                              |                                              |                                              |  |  |  |  |                               |                               |                               |                               |                               |                               |  |  |  |  |  |  |  |  |  |  |
|                               |                               |                               |                               |                               |                               |  |  |                               |                               |                               |                               |                                     |                               |  |  | Ma Dunjing (1906–1972) (Ma Tun-ching) 馬惇靖 | Ma Dunjing (1906–1972) (Ma Tun-ching) 馬惇靖 | Ma Dunjing (1906–1972) (Ma Tun-ching) 馬惇靖 | Ma Dunjing (1906–1972) (Ma Tun-ching) 馬惇靖 | Ma Dunjing (1906–1972) (Ma Tun-ching) 馬惇靖 | Ma Dunjing (1906–1972) (Ma Tun-ching) 馬惇靖 |  |  |  |  | Ma Dunhou (Ma Tun-hou, misspelled as Ma Tung-hou) 馬敦厚 | Ma Dunhou (Ma Tun-hou, misspelled as Ma Tung-hou) 馬敦厚 | Ma Dunhou (Ma Tun-hou, misspelled as Ma Tung-hou) 馬敦厚 | Ma Dunhou (Ma Tun-hou, misspelled as Ma Tung-hou) 馬敦厚 | Ma Dunhou (Ma Tun-hou, misspelled as Ma Tung-hou) 馬敦厚 | Ma Dunhou (Ma Tun-hou, misspelled as Ma Tung-hou) 馬敦厚 |  |  |  |  | Ma Dunjing (1910–2003) (Ma Tun-ching) 馬敦靜 | Ma Dunjing (1910–2003) (Ma Tun-ching) 馬敦靜 | Ma Dunjing (1910–2003) (Ma Tun-ching) 馬敦靜 | Ma Dunjing (1910–2003) (Ma Tun-ching) 馬敦靜 | Ma Dunjing (1910–2003) (Ma Tun-ching) 馬敦靜 | Ma Dunjing (1910–2003) (Ma Tun-ching) 馬敦靜 |  |  |  |  | Ma Dunren (Ma Tun-jen) 馬敦仁 | Ma Dunren (Ma Tun-jen) 馬敦仁 | Ma Dunren (Ma Tun-jen) 馬敦仁 | Ma Dunren (Ma Tun-jen) 馬敦仁 | Ma Dunren (Ma Tun-jen) 馬敦仁 | Ma Dunren (Ma Tun-jen) 馬敦仁 |  |  |  |  |  |  |  |  |  |  |

### Terza Famiglia
|                                                                    |                                                                    |                                                                    |                                                                    |                                                                    |                                                                    |                                 |                                 |                                 |                                 |                                 |                                 | Sconosciuto                     |                                 |  |  |                                |                                |                                |                                |                                |                                |                               |                               |                               |                               |                               |                               |                               |                               |  |  |                               |                               |                               |                               |                               |                               |  |  |  |  |  |  |  |  |  |  |  |  |  |  |  |  |  |  |  |  |  |  |  |  |  |  |
|                                                                    |                                                                    |                                                                    |                                                                    |                                                                    |                                                                    |                                 |                                 |                                 |                                 |                                 |                                 |                                 |                                 |  |  |                                |                                |                                |                                |                                |                                |                               |                               |                               |                               |                               |                               |                               |                               |  |  |                               |                               |                               |                               |                               |                               |  |  |  |  |  |  |  |  |  |  |  |  |  |  |  |  |  |  |  |  |  |  |  |  |  |  |
|                                                                    |                                                                    |                                                                    |                                                                    |                                                                    |                                                                    |                                 |                                 |                                 |                                 |                                 |                                 |                                 |                                 |  |  |                                |                                |                                |                                |                                |                                |                               |                               |                               |                               |                               |                               |                               |                               |  |  |                               |                               |                               |                               |                               |                               |  |  |  |  |  |  |  |  |  |  |  |  |  |  |  |  |  |  |  |  |  |  |  |  |  |  |
|                                                                    |                                                                    |                                                                    |                                                                    | Ma Haiyuan (Ma Hai-yüan) 馬海淵                                    | Ma Haiyuan (Ma Hai-yüan) 馬海淵                                    | Ma Haiyuan (Ma Hai-yüan) 馬海淵 | Ma Haiyuan (Ma Hai-yüan) 馬海淵 | Ma Haiyuan (Ma Hai-yüan) 馬海淵 | Ma Haiyuan (Ma Hai-yüan) 馬海淵 |                                 |                                 |                                 |                                 |  |  |                                |                                | Ma Haiyan (Ma Hai-yan) 馬海晏  | Ma Haiyan (Ma Hai-yan) 馬海晏  | Ma Haiyan (Ma Hai-yan) 馬海晏  | Ma Haiyan (Ma Hai-yan) 馬海晏  | Ma Haiyan (Ma Hai-yan) 馬海晏 | Ma Haiyan (Ma Hai-yan) 馬海晏 |                               |                               |                               |                               |                               |                               |  |  |                               |                               |                               |                               |                               |                               |  |  |  |  |  |  |  |  |  |  |  |  |  |  |  |  |  |  |  |  |  |  |  |  |  |  |
|                                                                    |                                                                    |                                                                    |                                                                    | Ma Haiyuan (Ma Hai-yüan) 馬海淵                                    | Ma Haiyuan (Ma Hai-yüan) 馬海淵                                    | Ma Haiyuan (Ma Hai-yüan) 馬海淵 | Ma Haiyuan (Ma Hai-yüan) 馬海淵 | Ma Haiyuan (Ma Hai-yüan) 馬海淵 | Ma Haiyuan (Ma Hai-yüan) 馬海淵 |                                 |                                 |                                 |                                 |  |  |                                |                                | Ma Haiyan (Ma Hai-yan) 馬海晏  | Ma Haiyan (Ma Hai-yan) 馬海晏  | Ma Haiyan (Ma Hai-yan) 馬海晏  | Ma Haiyan (Ma Hai-yan) 馬海晏  | Ma Haiyan (Ma Hai-yan) 馬海晏 | Ma Haiyan (Ma Hai-yan) 馬海晏 |                               |                               |                               |                               |                               |                               |  |  |                               |                               |                               |                               |                               |                               |  |  |  |  |  |  |  |  |  |  |  |  |  |  |  |  |  |  |  |  |  |  |  |  |  |  |
|                                                                    |                                                                    |                                                                    |                                                                    |                                                                    |                                                                    |                                 |                                 |                                 |                                 |                                 |                                 |                                 |                                 |  |  |                                |                                |                                |                                |                                |                                |                               |                               |                               |                               |                               |                               |                               |                               |  |  |                               |                               |                               |                               |                               |                               |  |  |  |  |  |  |  |  |  |  |  |  |  |  |  |  |  |  |  |  |  |  |  |  |  |  |
| Ma Bao (Ma Pao) 馬寶                                               | Ma Bao (Ma Pao) 馬寶                                               | Ma Bao (Ma Pao) 馬寶                                               | Ma Bao (Ma Pao) 馬寶                                               | Ma Bao (Ma Pao) 馬寶                                               | Ma Bao (Ma Pao) 馬寶                                               |                                 |                                 | Ma Guzhong (Ma Ku-chung) 馬??   | Ma Guzhong (Ma Ku-chung) 馬??   | Ma Guzhong (Ma Ku-chung) 馬??   | Ma Guzhong (Ma Ku-chung) 馬??   | Ma Guzhong (Ma Ku-chung) 馬??   | Ma Guzhong (Ma Ku-chung) 馬??   |  |  | Ma Qi (Ma Ch'i) 馬麒           | Ma Qi (Ma Ch'i) 馬麒           | Ma Qi (Ma Ch'i) 馬麒           | Ma Qi (Ma Ch'i) 馬麒           | Ma Qi (Ma Ch'i) 馬麒           | Ma Qi (Ma Ch'i) 馬麒           |                               |                               | Ma Lin (Ma Lin) 馬麟          | Ma Lin (Ma Lin) 馬麟          | Ma Lin (Ma Lin) 馬麟          | Ma Lin (Ma Lin) 馬麟          | Ma Lin (Ma Lin) 馬麟          | Ma Lin (Ma Lin) 馬麟          |  |  |                               |                               |                               |                               |                               |                               |  |  |  |  |  |  |  |  |  |  |  |  |  |  |  |  |  |  |  |  |  |  |  |  |  |  |
| Ma Bao (Ma Pao) 馬寶                                               | Ma Bao (Ma Pao) 馬寶                                               | Ma Bao (Ma Pao) 馬寶                                               | Ma Bao (Ma Pao) 馬寶                                               | Ma Bao (Ma Pao) 馬寶                                               | Ma Bao (Ma Pao) 馬寶                                               |                                 |                                 | Ma Guzhong (Ma Ku-chung) 馬??   | Ma Guzhong (Ma Ku-chung) 馬??   | Ma Guzhong (Ma Ku-chung) 馬??   | Ma Guzhong (Ma Ku-chung) 馬??   | Ma Guzhong (Ma Ku-chung) 馬??   | Ma Guzhong (Ma Ku-chung) 馬??   |  |  | Ma Qi (Ma Ch'i) 馬麒           | Ma Qi (Ma Ch'i) 馬麒           | Ma Qi (Ma Ch'i) 馬麒           | Ma Qi (Ma Ch'i) 馬麒           | Ma Qi (Ma Ch'i) 馬麒           | Ma Qi (Ma Ch'i) 馬麒           |                               |                               | Ma Lin (Ma Lin) 馬麟          | Ma Lin (Ma Lin) 馬麟          | Ma Lin (Ma Lin) 馬麟          | Ma Lin (Ma Lin) 馬麟          | Ma Lin (Ma Lin) 馬麟          | Ma Lin (Ma Lin) 馬麟          |  |  |                               |                               |                               |                               |                               |                               |  |  |  |  |  |  |  |  |  |  |  |  |  |  |  |  |  |  |  |  |  |  |  |  |  |  |
|                                                                    |                                                                    |                                                                    |                                                                    |                                                                    |                                                                    |                                 |                                 |                                 |                                 |                                 |                                 |                                 |                                 |  |  |                                |                                |                                |                                |                                |                                |                               |                               |                               |                               |                               |                               |                               |                               |  |  |                               |                               |                               |                               |                               |                               |  |  |  |  |  |  |  |  |  |  |  |  |  |  |  |  |  |  |  |  |  |  |  |  |  |  |
| Ma Zhongying (Ma Chung-ying) 馬仲英 (Ma Buying, Ma Pu-ying 馬步英) | Ma Zhongying (Ma Chung-ying) 馬仲英 (Ma Buying, Ma Pu-ying 馬步英) | Ma Zhongying (Ma Chung-ying) 馬仲英 (Ma Buying, Ma Pu-ying 馬步英) | Ma Zhongying (Ma Chung-ying) 馬仲英 (Ma Buying, Ma Pu-ying 馬步英) | Ma Zhongying (Ma Chung-ying) 馬仲英 (Ma Buying, Ma Pu-ying 馬步英) | Ma Zhongying (Ma Chung-ying) 馬仲英 (Ma Buying, Ma Pu-ying 馬步英) |                                 |                                 | Ma Buqing (Ma Pu-ch'ing) 馬步青 | Ma Buqing (Ma Pu-ch'ing) 馬步青 | Ma Buqing (Ma Pu-ch'ing) 馬步青 | Ma Buqing (Ma Pu-ch'ing) 馬步青 | Ma Buqing (Ma Pu-ch'ing) 馬步青 | Ma Buqing (Ma Pu-ch'ing) 馬步青 |  |  | Ma Bufang (Ma Pu-fang) 馬步芳  | Ma Bufang (Ma Pu-fang) 馬步芳  | Ma Bufang (Ma Pu-fang) 馬步芳  | Ma Bufang (Ma Pu-fang) 馬步芳  | Ma Bufang (Ma Pu-fang) 馬步芳  | Ma Bufang (Ma Pu-fang) 馬步芳  |                               |                               | Ma Burong (Ma Pu-jung) 馬步榮 | Ma Burong (Ma Pu-jung) 馬步榮 | Ma Burong (Ma Pu-jung) 馬步榮 | Ma Burong (Ma Pu-jung) 馬步榮 | Ma Burong (Ma Pu-jung) 馬步榮 | Ma Burong (Ma Pu-jung) 馬步榮 |  |  | Ma Buyuan (Ma Pu-yüan) 馬步援 | Ma Buyuan (Ma Pu-yüan) 馬步援 | Ma Buyuan (Ma Pu-yüan) 馬步援 | Ma Buyuan (Ma Pu-yüan) 馬步援 | Ma Buyuan (Ma Pu-yüan) 馬步援 | Ma Buyuan (Ma Pu-yüan) 馬步援 |  |  |  |  |  |  |  |  |  |  |  |  |  |  |  |  |  |  |  |  |  |  |  |  |  |  |
| Ma Zhongying (Ma Chung-ying) 馬仲英 (Ma Buying, Ma Pu-ying 馬步英) | Ma Zhongying (Ma Chung-ying) 馬仲英 (Ma Buying, Ma Pu-ying 馬步英) | Ma Zhongying (Ma Chung-ying) 馬仲英 (Ma Buying, Ma Pu-ying 馬步英) | Ma Zhongying (Ma Chung-ying) 馬仲英 (Ma Buying, Ma Pu-ying 馬步英) | Ma Zhongying (Ma Chung-ying) 馬仲英 (Ma Buying, Ma Pu-ying 馬步英) | Ma Zhongying (Ma Chung-ying) 馬仲英 (Ma Buying, Ma Pu-ying 馬步英) |                                 |                                 | Ma Buqing (Ma Pu-ch'ing) 馬步青 | Ma Buqing (Ma Pu-ch'ing) 馬步青 | Ma Buqing (Ma Pu-ch'ing) 馬步青 | Ma Buqing (Ma Pu-ch'ing) 馬步青 | Ma Buqing (Ma Pu-ch'ing) 馬步青 | Ma Buqing (Ma Pu-ch'ing) 馬步青 |  |  | Ma Bufang (Ma Pu-fang) 馬步芳  | Ma Bufang (Ma Pu-fang) 馬步芳  | Ma Bufang (Ma Pu-fang) 馬步芳  | Ma Bufang (Ma Pu-fang) 馬步芳  | Ma Bufang (Ma Pu-fang) 馬步芳  | Ma Bufang (Ma Pu-fang) 馬步芳  |                               |                               | Ma Burong (Ma Pu-jung) 馬步榮 | Ma Burong (Ma Pu-jung) 馬步榮 | Ma Burong (Ma Pu-jung) 馬步榮 | Ma Burong (Ma Pu-jung) 馬步榮 | Ma Burong (Ma Pu-jung) 馬步榮 | Ma Burong (Ma Pu-jung) 馬步榮 |  |  | Ma Buyuan (Ma Pu-yüan) 馬步援 | Ma Buyuan (Ma Pu-yüan) 馬步援 | Ma Buyuan (Ma Pu-yüan) 馬步援 | Ma Buyuan (Ma Pu-yüan) 馬步援 | Ma Buyuan (Ma Pu-yüan) 馬步援 | Ma Buyuan (Ma Pu-yüan) 馬步援 |  |  |  |  |  |  |  |  |  |  |  |  |  |  |  |  |  |  |  |  |  |  |  |  |  |  |
|                                                                    |                                                                    |                                                                    |                                                                    |                                                                    |                                                                    |                                 |                                 |                                 |                                 |                                 |                                 |                                 |                                 |  |  |                                |                                |                                |                                |                                |                                |                               |                               |                               |                               |                               |                               |                               |                               |  |  |                               |                               |                               |                               |                               |                               |  |  |  |  |  |  |  |  |  |  |  |  |  |  |  |  |  |  |  |  |  |  |  |  |  |  |
| Ma Xuyuan (Ma Hsü-yüan) 馬緒援                                     | Ma Xuyuan (Ma Hsü-yüan) 馬緒援                                     | Ma Xuyuan (Ma Hsü-yüan) 馬緒援                                     | Ma Xuyuan (Ma Hsü-yüan) 馬緒援                                     | Ma Xuyuan (Ma Hsü-yüan) 馬緒援                                     | Ma Xuyuan (Ma Hsü-yüan) 馬緒援                                     |                                 |                                 | Ma Weiguo (Ma Wei-kuo) 馬衛國   | Ma Weiguo (Ma Wei-kuo) 馬衛國   | Ma Weiguo (Ma Wei-kuo) 馬衛國   | Ma Weiguo (Ma Wei-kuo) 馬衛國   | Ma Weiguo (Ma Wei-kuo) 馬衛國   | Ma Weiguo (Ma Wei-kuo) 馬衛國   |  |  | Ma Jiyuan (Ma Chi-yüan) 馬繼援 | Ma Jiyuan (Ma Chi-yüan) 馬繼援 | Ma Jiyuan (Ma Chi-yüan) 馬繼援 | Ma Jiyuan (Ma Chi-yüan) 馬繼援 | Ma Jiyuan (Ma Chi-yüan) 馬繼援 | Ma Jiyuan (Ma Chi-yüan) 馬繼援 |                               |                               |                               |                               |                               |                               |                               |                               |  |  |                               |                               |                               |                               |                               |                               |  |  |  |  |  |  |  |  |  |  |  |  |  |  |  |  |  |  |  |  |  |  |  |  |  |  |